# Hannoveransk viltspårhund
Hannoveransk viltspårhund är en hundras från Tyskland. Den kan sägas vara urtypen för viltspårhundarna med användningsområde som ledhundar för högviltsjakt och som eftersökshundar för skadat vilt.

## Historia
Det är troligt att den har ungefär samma ursprung som blodhunden. Vid högviltsjakt användes från medeltiden Leithunde för spårarbetet medan andra drivande hundar som jagade i koppel (pack) användes för släppet när man fått kontakt med viltet. När skjutvapen började användas vid drevjakt, vakjakt och pyrschjakt under 1600-talet fick man behov av hundar som kunde följa blodspår från skadeskjutet vilt.
Ur denna hundrastyp skapades mellan 1830- och 1870-talen det som skulle bli den hannoveranska viltspårhunden vid det hannoveranska furstehusets jakthov. De ursprungliga ledhundarna korsades då med lokala braquehundar för att få fram en något lättare typ. Den tyska rasklubben bildades 1894.

## Egenskaper
Den hannoveranska viltspårhunden har ett lugnt och stabilt temperament. Den är reserverad mot andra än familjemedlemmar men intelligent och relativt lättlärd med stor koncentrationsförmåga och spårsäkerhet. För att bli utställningschampion måste den ha meriter från viltspårprov

## Utseende
I rasstandarden beskrivs pälsen som varande ljus till mörkt hjortröd, mer eller mindre tigrerad, med eller utan mask. Små, vita fläckar på bringan tolereras. Mankhöjden är cirka 50cm och vikten ligger kring 30 kg.